# 國立嘉義高級中學
國立嘉義高級中學（英語：National Chiayi Senior High School，縮寫CYSH），簡稱嘉義高中、嘉義中學、嘉中，是一所位於嘉義市東區的國立普通型高級中等學校。前身為台灣日治時期配合日台共學制度而在大正13年（1924年）成立「臺南州立嘉義中學校」，戰後1945年更名為「臺灣省立嘉義中學」，2000年精省後改為國立。嘉中為自然科學推廣中心學校，辦理科學班、數理資賦優異班、語文資賦優異班、高瞻雙語實驗班、半導體實驗班、音樂資優班、美術資優班；目前編制日間部班級數60班，並附設進修學校8班合計68班，學生2300餘人，教職員工190餘人。

## 沿革

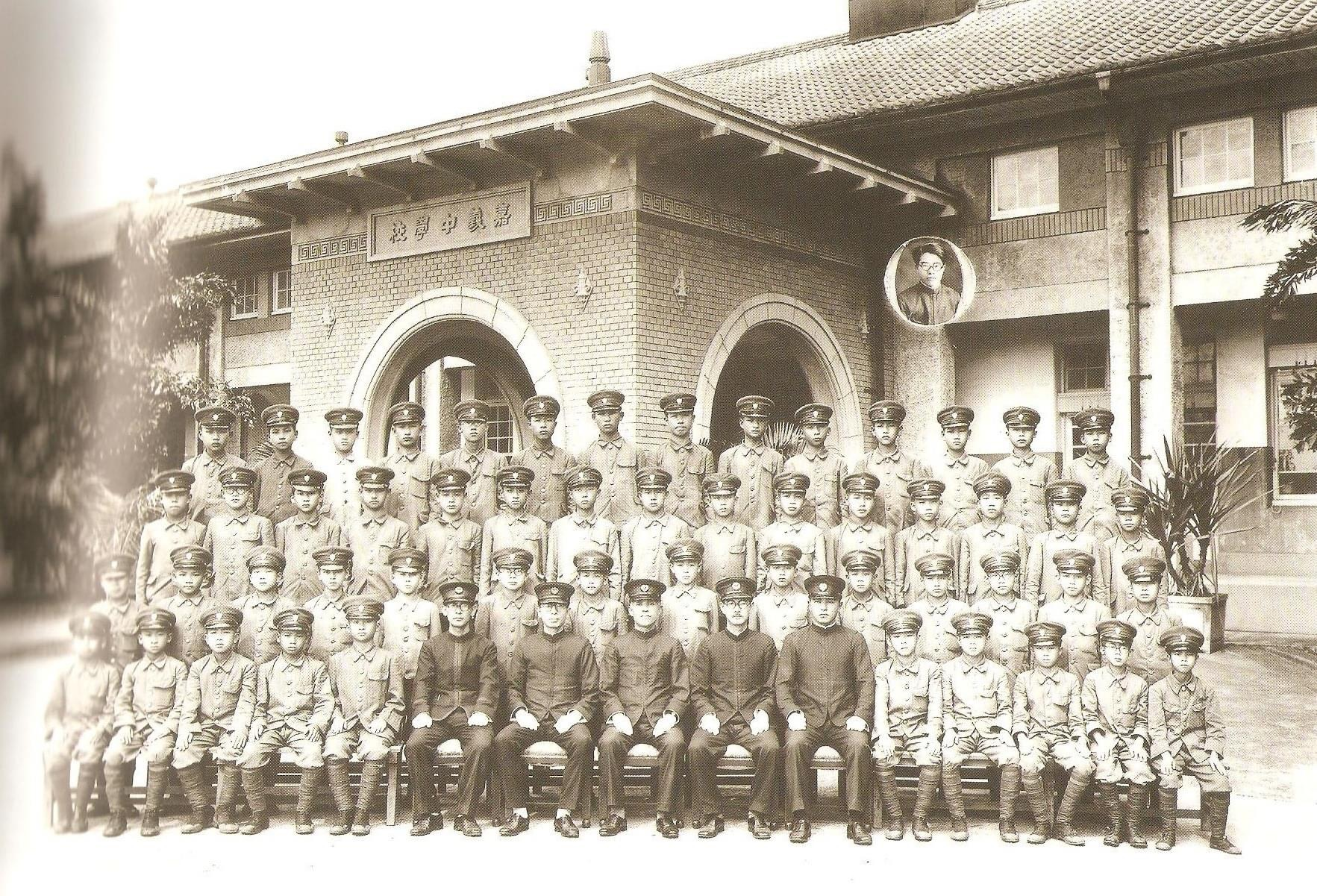
日治時期，台南州立嘉義中學校新生入學照

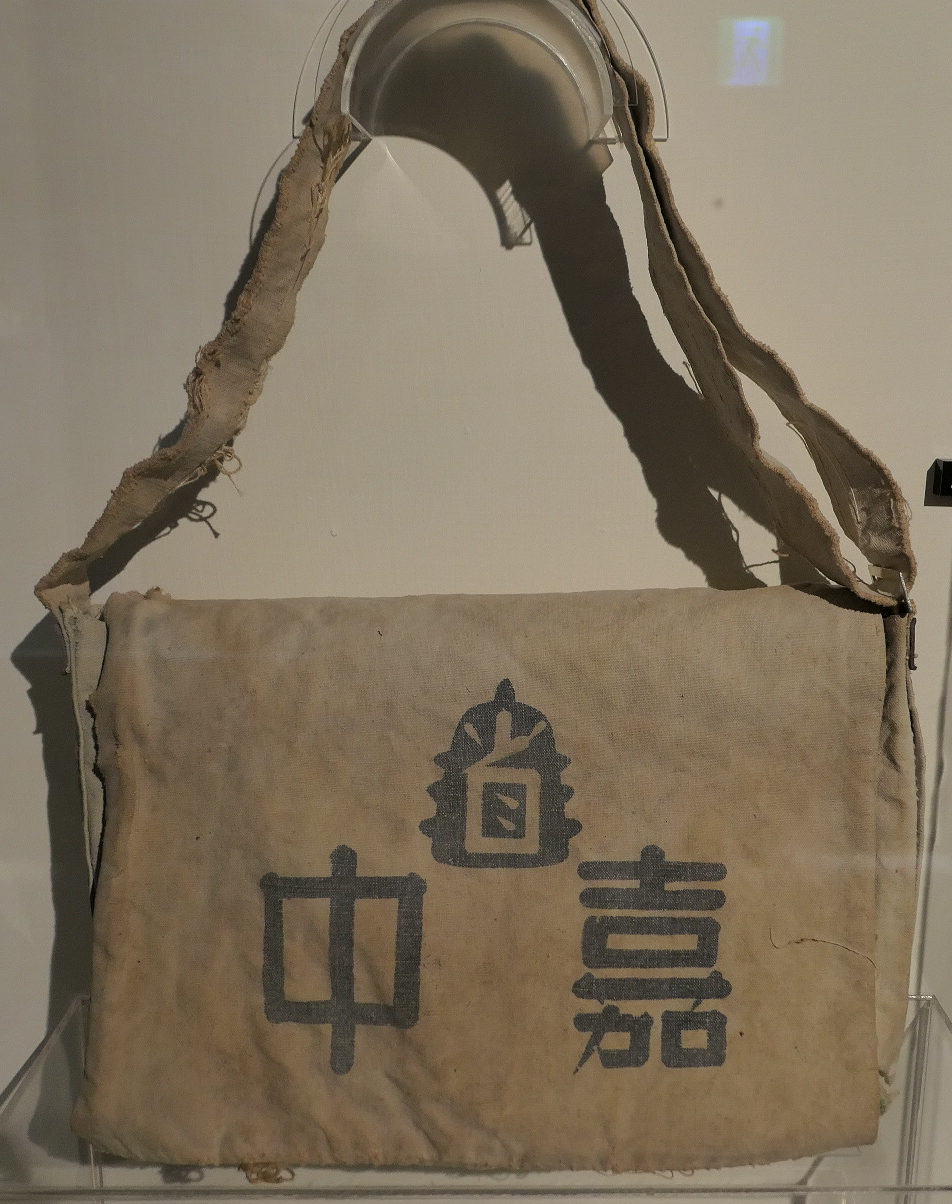
臺灣省立嘉義中學時期的書包

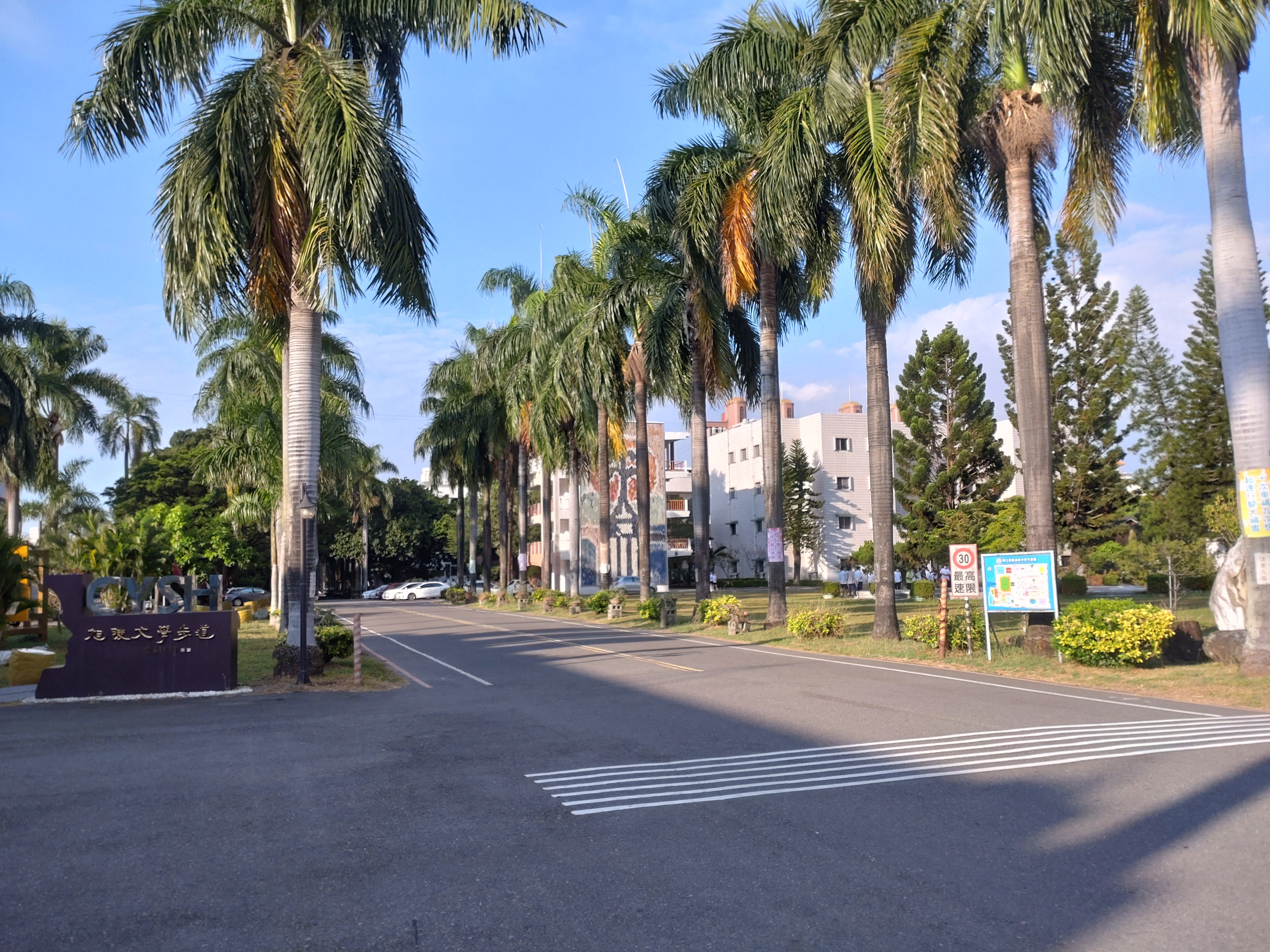
嘉義高中校園（從校門口望入校內）

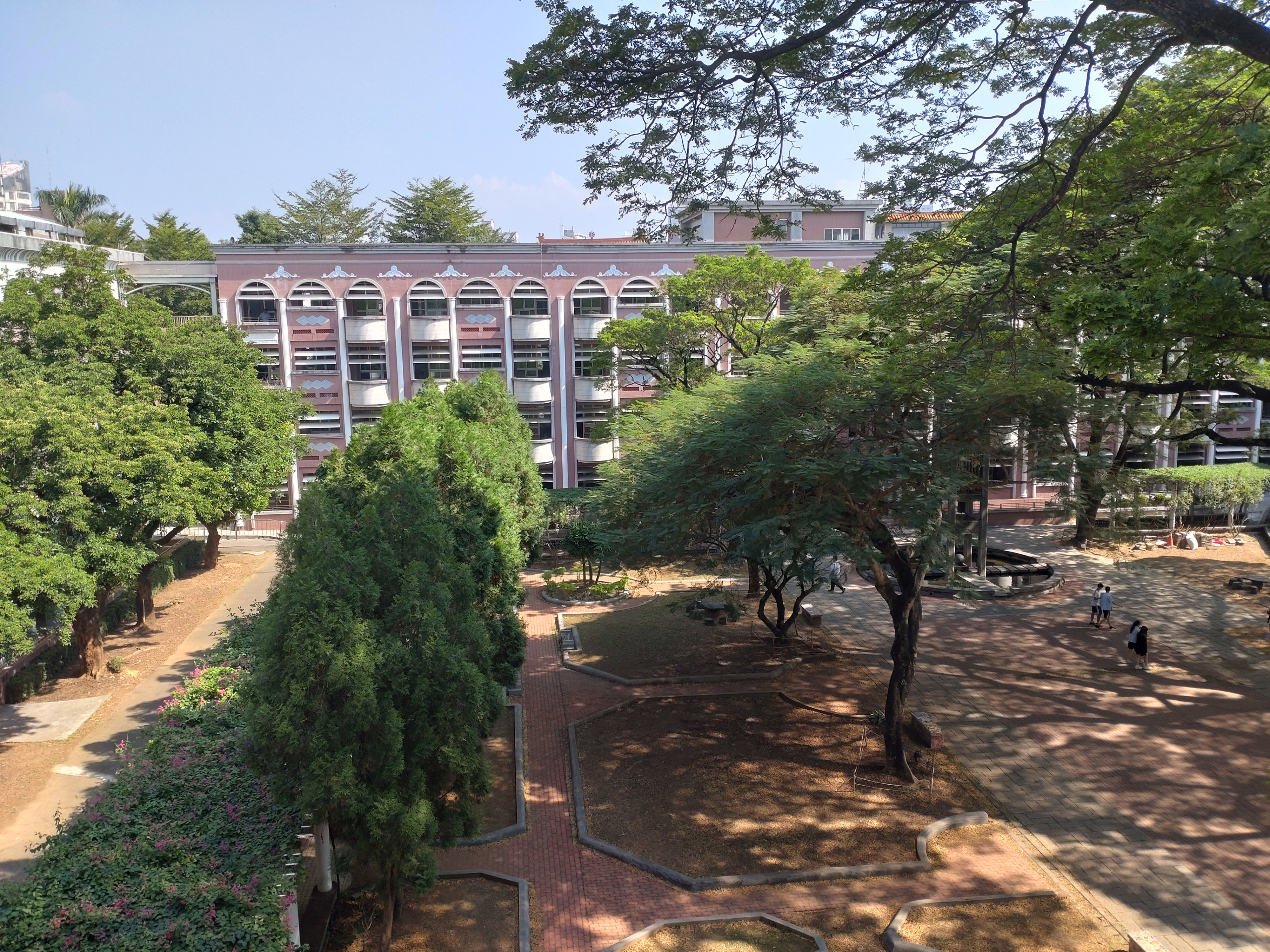
中庭風景

- 1924年，創立於日治時期，校名為臺南州立嘉義中學校
- 1945年，改制為臺灣省立嘉義中學，設有高中部及初中部
- 1955年，成立新港分部
- 1961年，新港分部改制為嘉義縣立新港中學。
- 1970年，停辦初中部，改名為臺灣省立嘉義高級中學
- 1973年，時任校長的劉文華要辦有特色的學校，挑選菁英編成三班丙組專攻班，是為日後資優班前身。
- 1988年，成立數理資優班（17班）
- 1990年，成立美術資優班（20班）
- 1997年，成立音樂資優班（19班）
- 2000年，配合精省政策，2月改制為國立嘉義高級中學
- 2003年，成立語文資優班（現今為16班，科學班成立前為18班）
- 2011年，成立科學班（男女兼收）（18班）
- 2017年，與行政院國科會合作辦理高瞻計畫[1]，成立生物科活體供應中心、地球科學研究中心、舉辦工藝展競賽中心學校、教學媒體製作服務中心學校。
- 2022年，高瞻班改為高瞻雙語實驗班 （15班）
- 2023年6月，經校務會議決議校歌原曲不變更、成立校歌改版工作小組將討論修改不合時宜的歌詞段落。[2]
- 2024年，成立半導體實驗班[3][4]。4月12日，校歌改版工作小組召開會議討論與針對音調討論與多次試唱後，做成決議並召開臨時校務會議討論通過新校歌。

## 歷任校長
| 任別 | 任期                     | 姓名     | 備註                             |      |      |
| 戰前 | 戰前                     | 戰前     | 戰前                             | 戰前 | 戰前 |
| ---- | ------------------------ | -------- | -------------------------------- | ---- | ---- |
| 1    | 1924年 － 1932年         | 三屋靜   | 辦學績優榮獲日本文官勳五等瑞寶章 |      |      |
| 2    | 1932年 － 1935年         | 渡邊節治 |                                  |      |      |
| 3    | 1935年 － 1940年         | 森長整   |                                  |      |      |
| 4    | 1940年 － 1945年         | 小池清胤 |                                  |      |      |
| 戰後 |                          |          |                                  |      |      |
| 5    | 1945年11月 － 1945年12月 | 雷佳勳   | 雷軒社社長代理校務               |      |      |
| 6    | 1945年12月 － 1946年2月  | 徐敘賢   |                                  |      |      |
| 7    | 1946年2月 － 1949年8月   | 唐秉玄   |                                  |      |      |
| 8    | 1949年8月 － 1954年3月   | 芮寶公   |                                  |      |      |
| 9    | 1954年3月 － 1956年7月   | 蒼寶忠   |                                  |      |      |
| 10   | 1956年7月 － 1967年9月   | 周封岐   |                                  |      |      |
| 11   | 1967年9月 － 1973年9月   | 張明文   |                                  |      |      |
| 12   | 1973年9月 － 1985年2月   | 劉文華   |                                  |      |      |
| 13   | 1985年2月 － 1993年8月   | 許健夫   |                                  |      |      |
| 14   | 1993年8月 － 2001年2月   | 陳金進   |                                  |      |      |
| 15   | 2001年2月 － 2009年7月   | 何經     |                                  |      |      |
| 16   | 2009年8月 － 2017年7月   | 黃義春   |                                  |      |      |
| 17   | 2017年8月 － 2021年7月   | 劉永堂   |                                  |      |      |
| 18   | 2021年8月 － 現任        | 陳元泰   |                                  |      |      |

## 象徵
校訓
校訓為「質實剛健」，由首任校長三屋靜訂定。其義為：晨曦照耀、質樸清新、務實純真、勉勵好學、自強奮發、修文尚武、培德育材、貢獻國家。

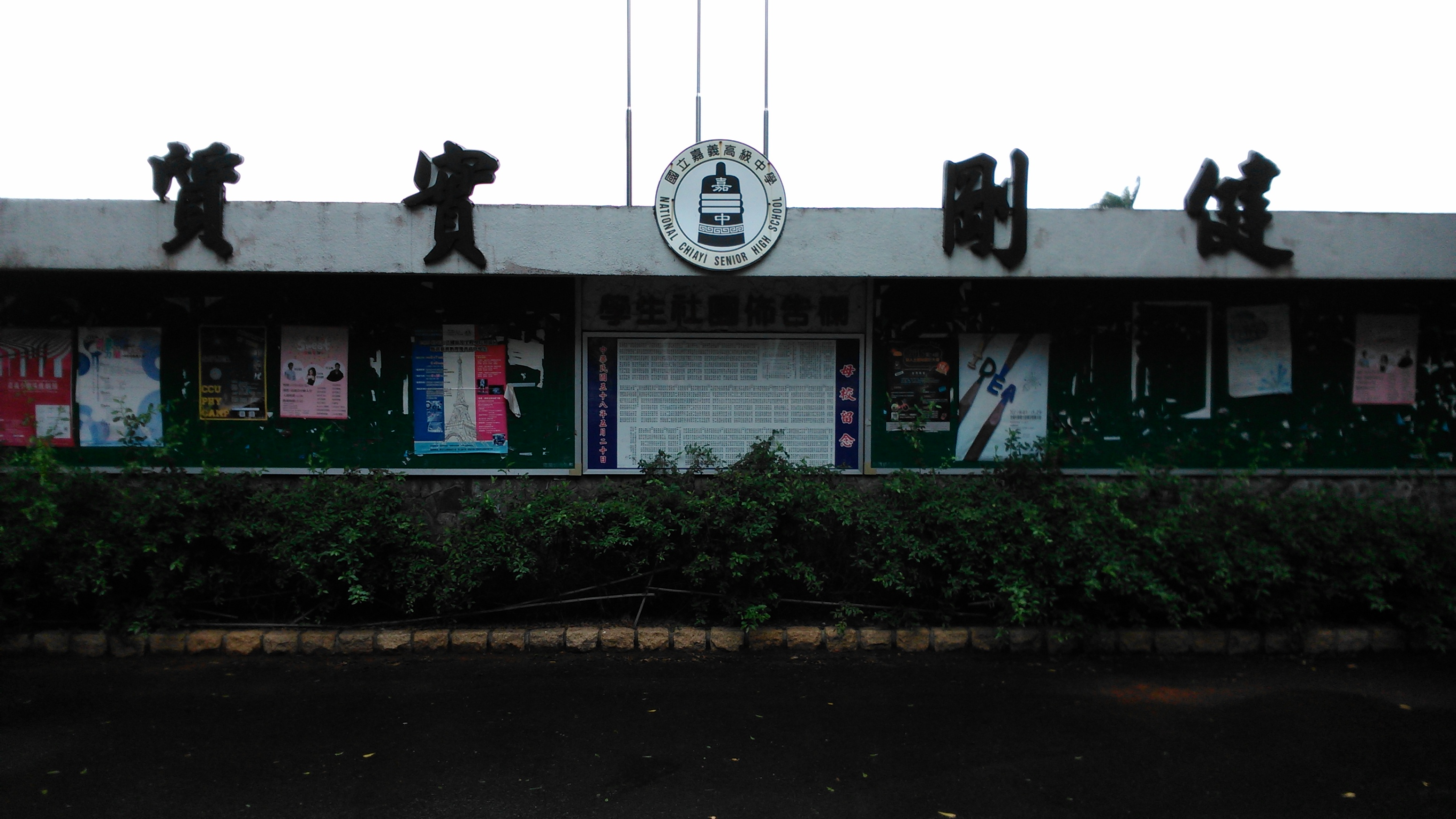
嘉中校訓：「質實剛健」

校歌
日治時期版本

ニイクカノボールアサ ヒカゲ

ワガマナビヤ ヲテラ ストキ

レイメイトザ スワモ ハレテ

カナンノヘイーヤ メモーハルカ

アアセイシュソーノアサトデニ

ノゾーミユタケキオモ ヒカナ

1945年版本

巍巍黌舍  濟濟俊髦

宏開作育樂 薰陶發皇身心 鍛鍊情操

男兒志氣豪 朝乾更夕惕

自強不息 勗吾曹

建設新台灣 建設新中國

三民主義須牢抱

為民族努力 為國家爭光

自強不息 勗吾曹

2024年版本

巍巍黌舍  濟濟俊髦

宏開作育樂 薰陶發皇身心 鍛鍊情操

嘉中志氣豪 朝乾更夕惕

自強不息 勗吾曹

建設新臺灣 邁向新世紀

旭陵精神須牢抱

為民族努力 為國家爭光

自強不息 勗吾曹

## 知名校友
- 林金生：雲門舞集創辦人林懷民之父，曾任嘉義縣縣長、雲林縣縣長、交通部部長、內政部部長、考試院副院長。
- 黃崑虎：曾任總統府參議、中央選舉委員會委員、總統府國策顧問。
- 陳唐山：曾任總統府秘書長、國家安全會議秘書長、外交部部長、立法委員、臺南縣縣長。
- 蔡同榮：曾任民視董事長、立法委員。
- 張俊雄：曾任行政院院長、總統府秘書長、海峽交流基金會董事長、總統府資政。
- 蕭萬長：曾任中華民國副總統、行政院院長、立法委員、行政院大陸委員會主任委員、經濟部部長。
- 黃主文：曾任立法委員、內政部部長。
- 廖正豪：曾任行政院副秘書長、法務部部長、法務部調查局局長。
- 張旭成：曾任國家安全會議副秘書長、立法委員。
- 翁章梁：現任嘉義縣縣長。
- 薛瑞元：曾任衛生福利部部長。
- 黃茂榮：曾任司法院大法官。
- 蔡清遊：曾任司法院大法官。
- 蔡德輝：曾任總統府國策顧問、中央警察大學校長。
- 侯友宜：現任新北市市長，曾任新北市副市長、中央警察大學校長、內政部警政署署長。
- 陳國恩：曾任海洋委員會副主任委員兼海巡署署長、國家安全局副局長、內政部警政署署長。
- 張榮興：現任內政部警政署署長。
- 許宗力：曾任司法院大法官兼司法院院長。

## 外部連結
- 國立嘉義高級中學 （页面存档备份，存于）